# هیئت ملی بازبینی
هیئت ملی بازبینی فیلم (به انگلیسی: National Board of Review of MotionPictures) که به اختصار «ان‌بی‌آر (NBR)» نام دارد در سال ۱۹۰۹، یعنی ۱۳ سال بعد از به وجود آمدن سینما، در نیویورک به وجود آمد. دلیل به وجود آوردن این هیئت، اعتراض به لغو مجوز نمایشگاه تصاویر متحرک در شب کریسمس ۱۹۰۸ توسط شهردار نیویورک، جورج بی مک کللان بود. در سال ۱۹۳۰، ان‌بی‌آر اولین گروهی بود که برای انتخاب ۱۰ فیلم برتر انگلیسی زبان سال و بهترین فیلم‌های خارجی به وجود آمد و هنوز هم اولین هیئت نقد فیلم است که جوایزی را سالانه اهدا می‌کند. این هیئت همچنین مورد تحسین بین‌المللی برای نشریاتش قرار گرفته است. برای تعیین جوایز سالانهٔ ان‌بی‌آر، ۱۱۰ نفر از اعضا برگه‌های رای را برای علاقه‌مندان متخصص فیلم، دانشگاهیان، فیلمسازان، و دانشجویان نیویورک می‌فرستند. سپس این نظرات برای تعیین برنده فهرست می‌شوند. علاوه بر این، هیئت داوران به تعیین جایزهٔ دستاوردهای ویژه که در مراسمی که سالانه در ماه ژانویه برگزار می‌شود نیز کمک می‌کند.

## انتشارات
هیئت ملی بازبینی همچنین به‌خاطر انتشاراتش که به‌طور جمعی قدیمی‌ترین نشریه‌ی نقد و تفسیر فیلم در ایالات متحده محسوب می‌شوند، تحسین بین‌المللی کسب کرده است. بسیاری از شماره‌های گذشته اکنون در کتابخانه دیجیتال تاریخ رسانه‌ها قابل مشاهده هستند.
- برنامه فیلم (۱۹۱۷–۱۹۲۶)

- فیلم‌های استثنایی (۱۹۲۰–۱۹۲۵)

- راهنمای فتوپلی برای فیلم‌های بهتر (۱۹۲۴–۱۹۲۶)

- مجله هیئت ملی بازبینی (۱۹۲۶–۱۹۴۲)

- فیلم‌های جدید (۱۹۴۲–۱۹۴۹)

- فیلم‌ها در بازبینی (چاپی: ۱۹۵۰–۱۹۹۷؛ آنلاین: ۱۹۹۷–تاکنون)[۱] ISSN 0015-1688